# Langasandur
Langasandur (duń. Langesand) – miejscowość na Wyspach Owczych, archipelagu wysp wulkanicznych, stanowiącym terytorium zależne Królestwa Danii. Wieś położona jest w północno-wschodniej części wyspy Streymoy nad wodami cieśniny Sundini. Nazwa miejscowości w tłumaczeniu z języka farerskiego oznacza długą plażę.

## Położenie

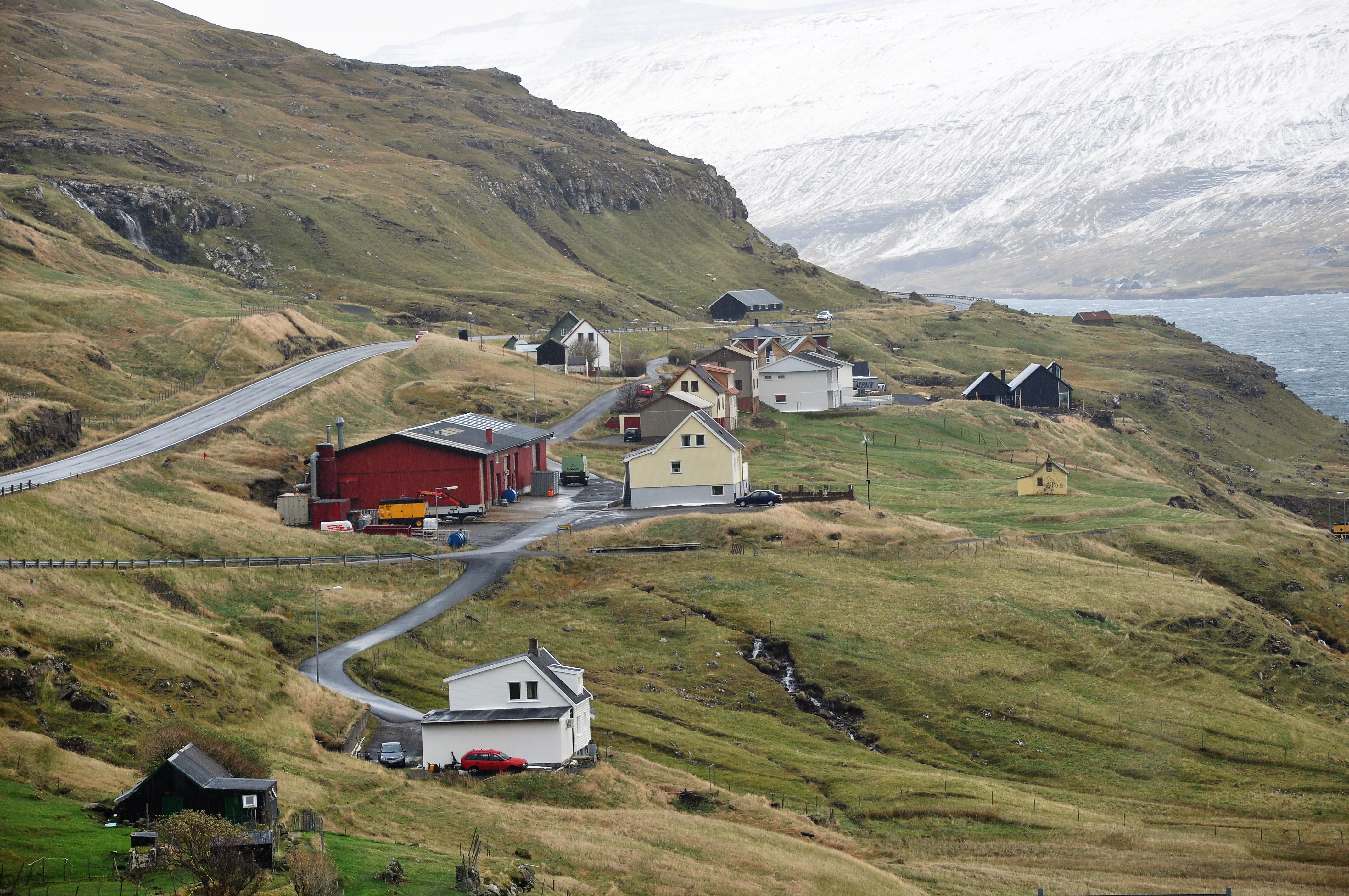
Wieś Ljósá. Po drugiej stronie cieśniny Sundini widać słabo wieś Langasandur
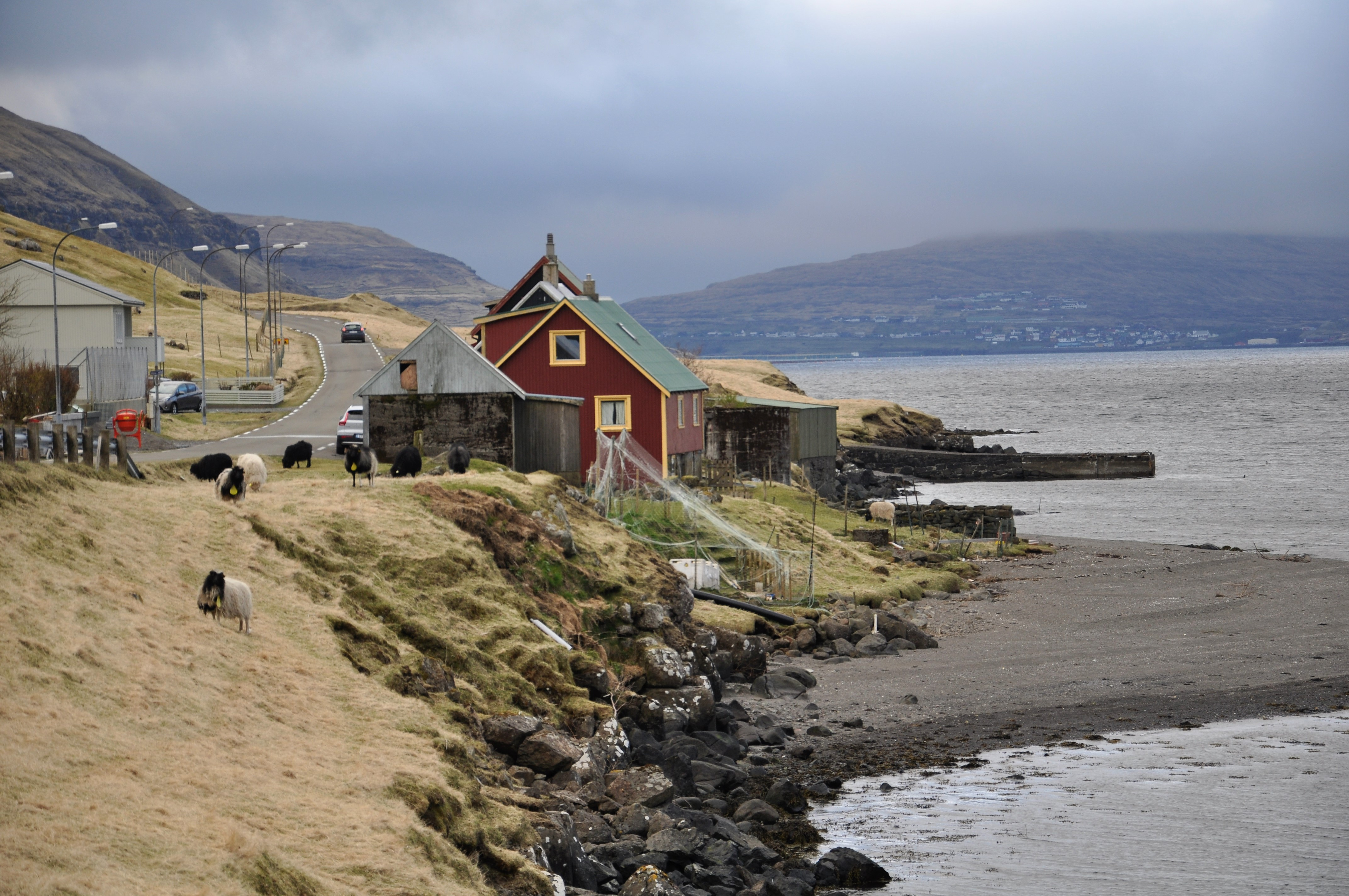
Langasandur z plażą

Miejscowość leży w północno-wschodniej części Streymoy nad wodami cieśniny Sundini. Położona jest ona na stoku wzniesienia, którego szczyt - SandfelIi osiąga wysokość 537 m n.p.m.. Na południe znajduje się kolejny szczyt - Rossafelli (453 m n.p.m.), a pomiędzy nimi przełęcz. Na południe od miejscowości w okolicach dawnej stacji wielorybniczej znajdują się dwie szczeliny Norðaragjógv oraz Sunnarajógv. W centrum wsi leży plaża, od której miejscowość wzięła swoją nazwę.

## Informacje ogólne

### Populacja
W 1985 roku we wsi mieszkało 33 mieszkańców. Do 1988 odnotowano przyrost populacji do 39 mieszkańców. Później jednak nastąpił spadek do 32 osób w latach 1989 i 1990. Następnie liczba mieszkańców ponownie zaczęła powoli rosnąć, do poziomu 36 ludzi w 1994 roku. Po tym roku liczba ludności znów zaczęła się zmniejszać - w 1996 mieszkało tam 33 osoby, w 1999 30, a w 2000 29. Ponowny przyrost odnotowano w latach 2001-2012, kiedy populacja miejscowości wzrosła do 43 mieszkańców. Następnie po krótkim spadku w 2013 do 36 mieszkańców ich liczba zaczęła utrzymywać się na podobnym poziomie, około 40 osób.
Według danych na 1 stycznia 2016 roku Langasandur zamieszkuje 38 osób. Wśród nich dominują mężczyźni, których jest 21 przy 17 kobietach. Osoby poniżej osiemnastego roku życia stanowią ok. 13% populacji, a ludzie w wieku poprodukcyjnym ok. 16%.

### Transport
Przez miejscowość przejeżdża autobus państwowego przedsiębiorstwa transportowego Strandfaraskip Landsins linii 202 z Oyrarbakki do Tjørnuvík, nie zatrzymuje się tam jednak. We wspomnianej pobliskiej wsi Oyrarbakki znajduje się węzeł komunikacyjny, z którego można się dostać: linią 400 do Tórshavn oraz Klaksvík, 200 do Eiði oraz 201 do Gjógv. Przez miejscowość przebiega droga numer 54, łącząca Tjørnuvík z trasą numer 10, ciągnącą się między dwoma największymi miastami na archipelagu.

## Historia
Wieś założono w 1838 roku, jako niðursetubygd. Jest to jedna z nowych miejscowości zakładanych w XIX i na początku XX wieku z powodu szybkiego wzrostu liczby ludności na Wyspach Owczych.
Na przylądku Gjánoyri, około kilometra na południe od Langasandur istniała dawniej stacja wielorybnicza. Był to pierwszy tego typu obiekt na Wyspach Owczych, założony przez Norwega Hansa Alberta Grøna z Sandefjordu w 1894 roku. Obsługiwało ją sześć statków: Urd (1894–1911), Skuld (1897–1911), Funding (1914), Leif (1914), Dominion I (1920) oraz Norman I (1920). Stację zamknięto w 1925 roku.